# Carl Erich Steiner
Carl Erich Steiner, né le 9 mai 1920 et mort le 13 mars 1971, était un arbitre autrichien de football.

## Carrière
Il a officié dans des compétitions majeures : 
- Coupe du monde de football de 1954 (2 matchs)
- Coupe d'Europe des vainqueurs de coupe de football 1960-1961 (finale aller)
- Coupe du monde de football de 1962 (1 match)